# Гуго IV (граф Нордгау)
Гуго IV — граф Нордгау, Эгисхайма и Дагсбурга. Отец папы римского Льва IX.
Родился предположительно около 980 года (учитывая совершенно точную дату рождения — 21 июня 1002 года — его третьего сына Бруно, ставшего в 1049 году папой римским), дата смерти не известна. Сын Гуго II фон Нордгау.
После смерти отца получил во владение Эгисхайм.
Женился на Гельвиге (Хейлвиге) Дагсбургской (фр.), дочери и наследнице графа Людвига Дагсбургского.
В 1027 году после смерти бездетного племянника, Эберхарда VI, стал графом Нордгау.
Основал аббатства Гессен (под Зарребургом) и Фольфенхайм.

## Дети
- Герхард, граф фон Эгисхайм (погиб в бою в 1038 году), был женат на Кунице (или Петронице) Лотарингской
- Гуго VI, граф Дагсбурга, умер 1046/1049,
- Бруно (папа Лев IX)
- Матильда фон Эгисхайм, муж — Рихвин, граф Шарпень (Charpeigne)
- Адельгейда, муж — (Адальберт?) фон Кальв, граф Уфгау
- Гертруда, муж — Людольф, маркграф Фризии
- дочь, муж — Оттон II, герцог Швабии
- Герра, аббатиса монастыря Сен-Квирин в Нойссе